# Гран-Жас
Гран-Жас, кладбище дю Гран Жас (фр. Cimetière du Grand Jas) — кладбище и самый большой парк города Канн. Открыто в северо-западной части города в 1866 году, приняв эстафету от более старых кладбищ. Известно своей ландшафтной архитектурой, украшенной богатой скульптурой, что делает кладбище одним из наиболее красивых во Франции. Располагается по адресу проспект Граса, 205. Территория — 9 террасированных гектаров.

## Список известных захоронений
- офицеры и солдаты русского экспедиционного корпуса, скончавшиеся при вспомогательном госпитале № 203 в Каннах[4]
- на «английском участке» похоронены некоторые англичане, для которых Канны стали родным домом. Над участком возвышается статуя барона Генри Питера Брума, одного из строителей города
- Алекса́ндра Серге́евна Альбединская, урождённая княжна Долгорукова, фаворитка императора Александра II
- Макс Лобеф — французский инженер, изобретатель подводных лодок
- Манн, Клаус — немецкий писатель, старший сын Томаса Манна
- Мартин Кароль — французская актриса
- Дюшен Эрнст — врач
- Проспер Мериме — знаменитый французский писатель
- Моно, Жак — биохимик и микробиолог, лауреат Нобелевской премии по физиологии или медицине 1965 года
- Попов, Николай Евграфович — российский лётчик
- Понс, Лили — французская и американская оперная певица
- Фаберже, Карл — российский ювелир, основатель семейной ювелирной фирмы
- Хохлова, Ольга Степановна — первая жена Пабло Пикассо и мать его сына Пауло

## Галерея

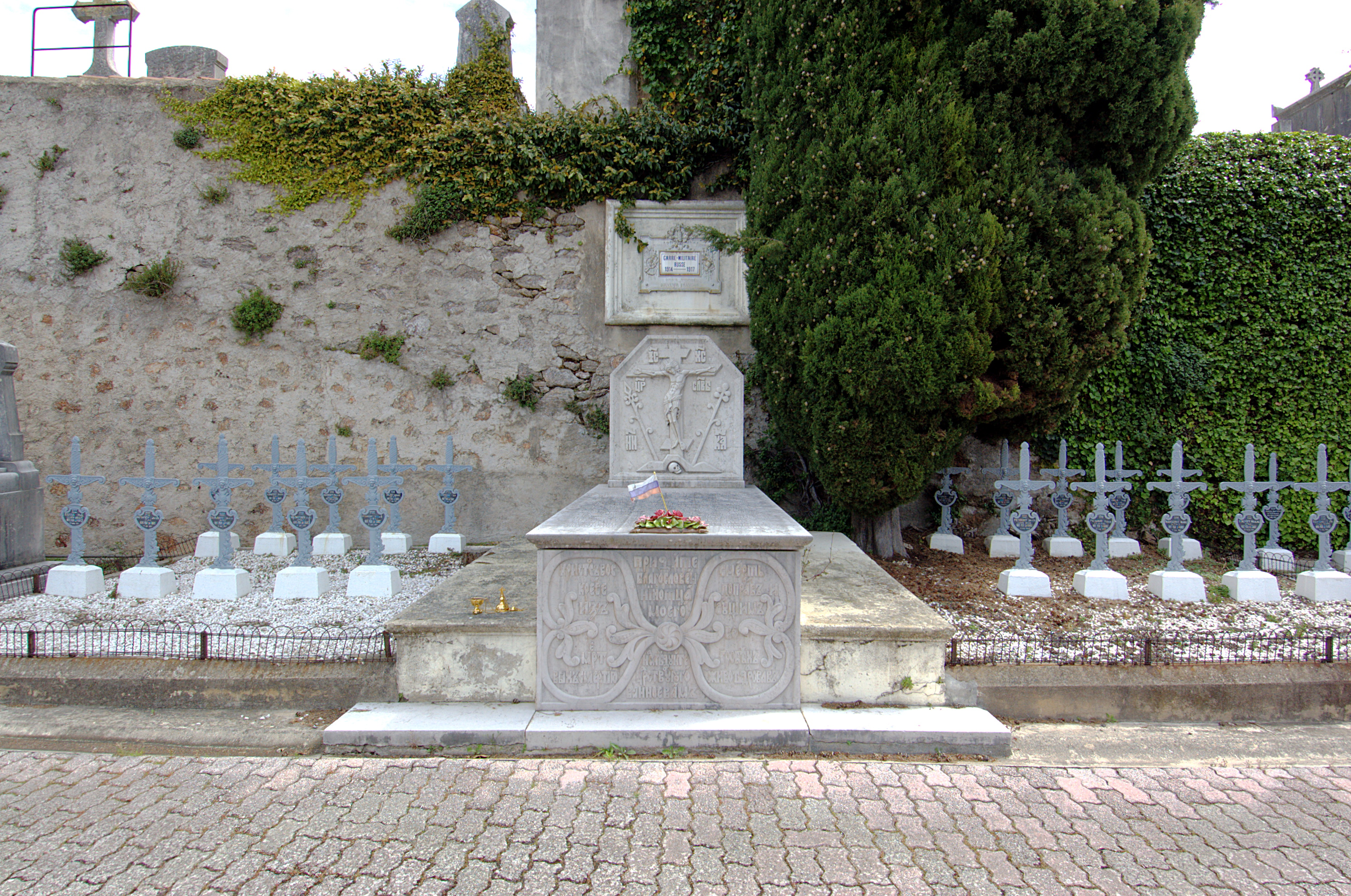
Памятник и могилы русских и сербских солдат Российского экспедиционного корпуса
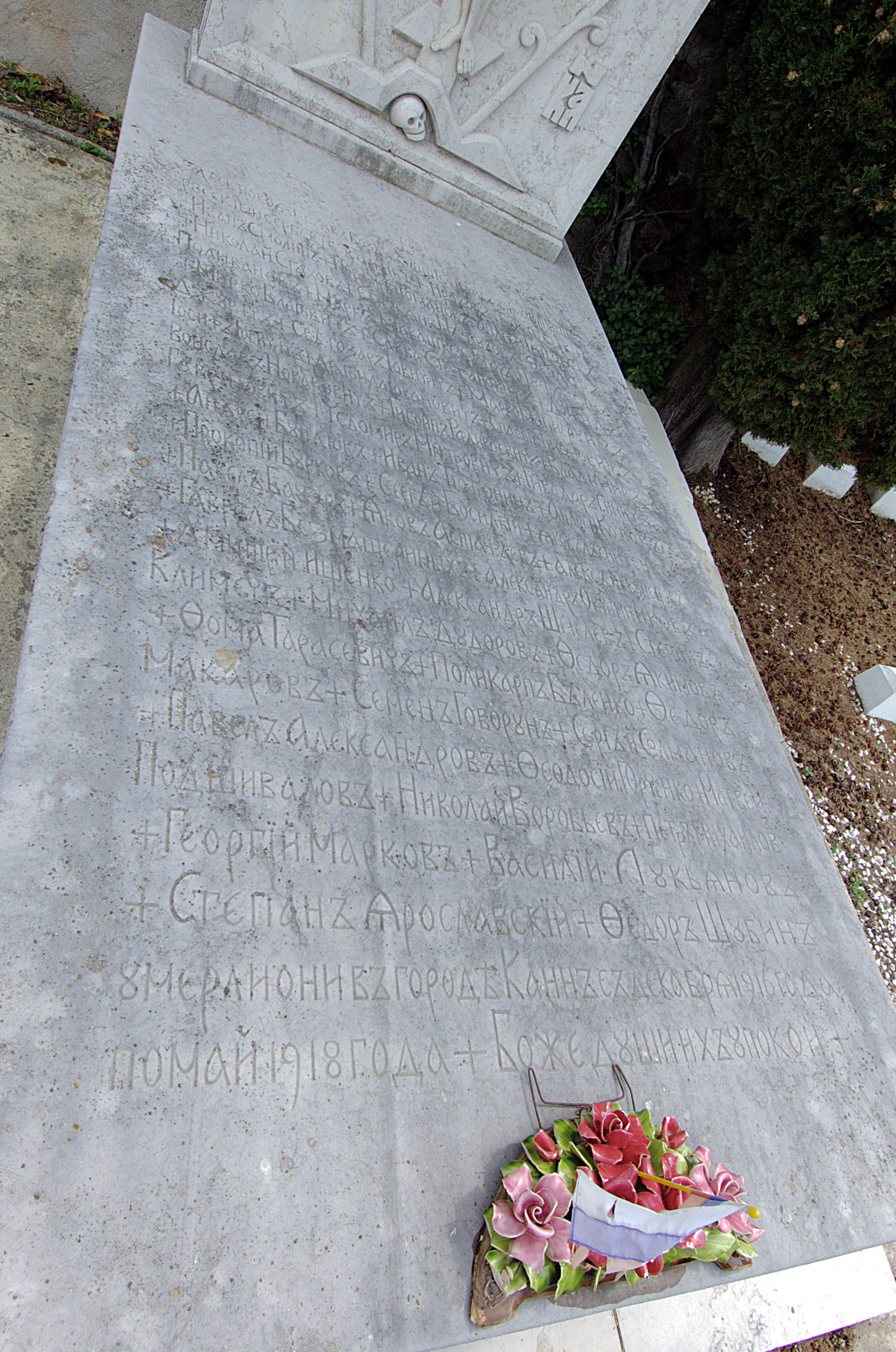
Надгробие общей могилы русских и сербских солдат, погибших в битве при Вердене
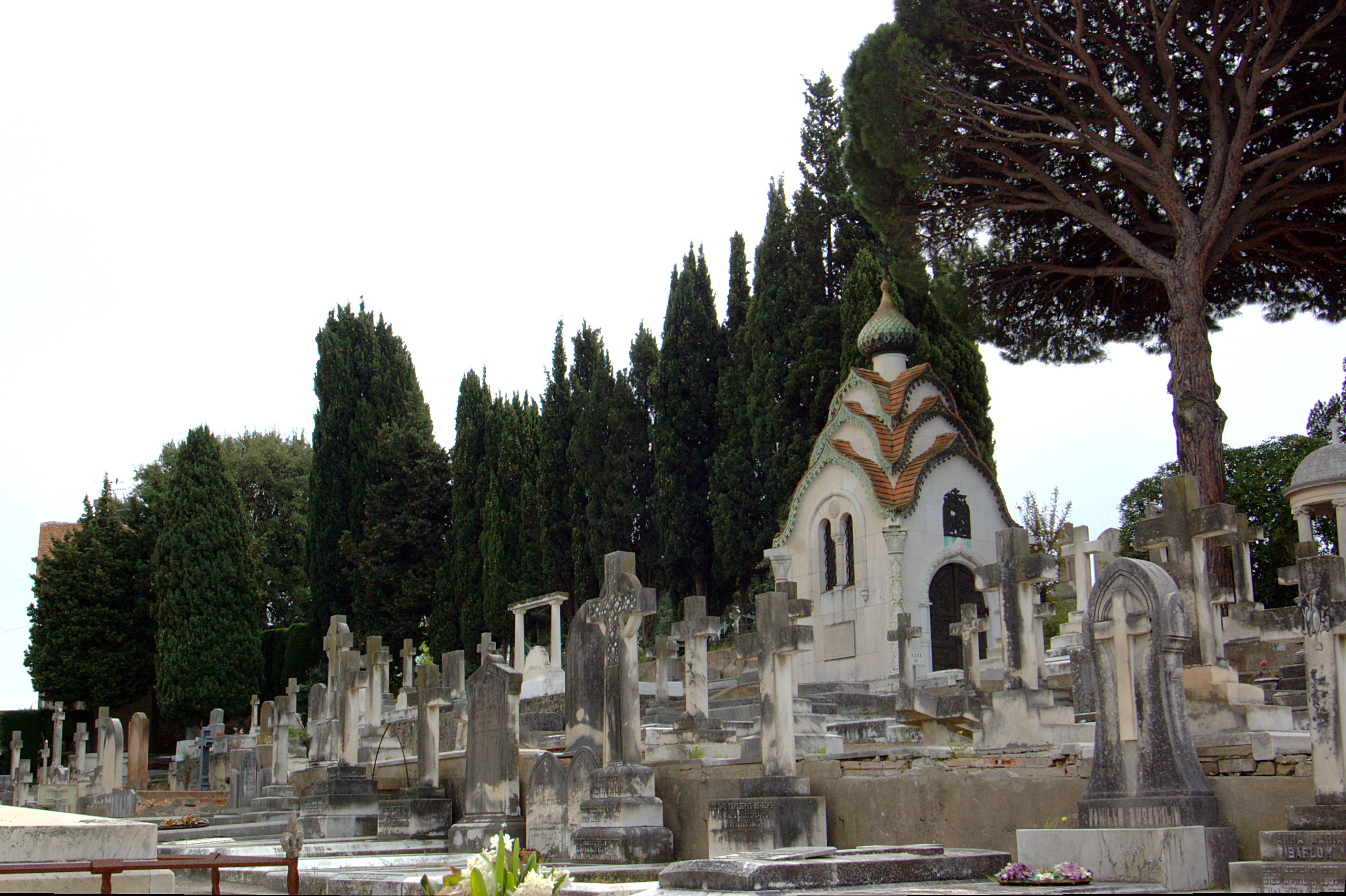
Английский участок и семейная часовня-усыпальница супругов фон Дервиз
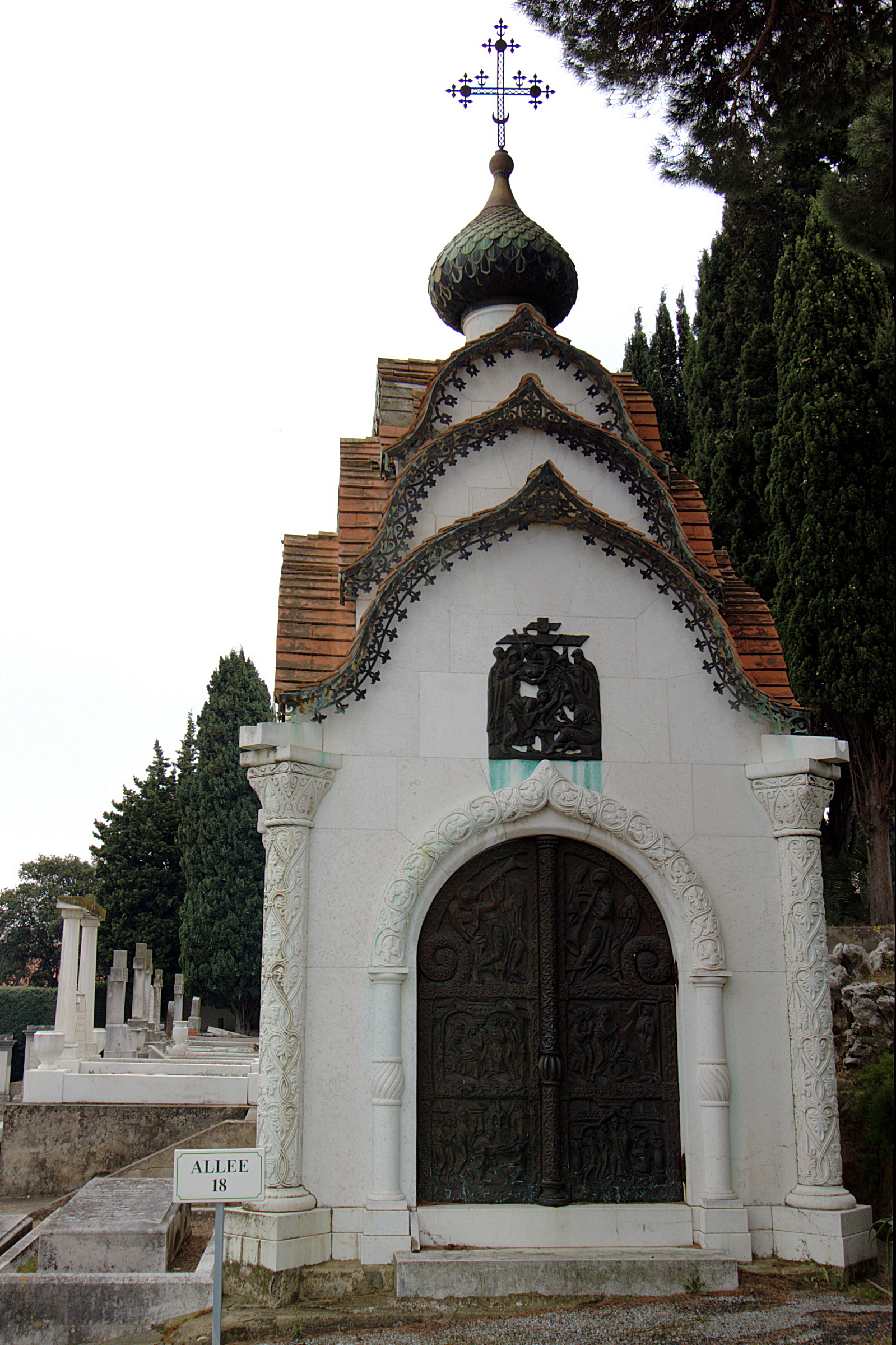
Усыпальница семьи фон Дервиз. Барельеф выполнен Д. С. Стеллецким
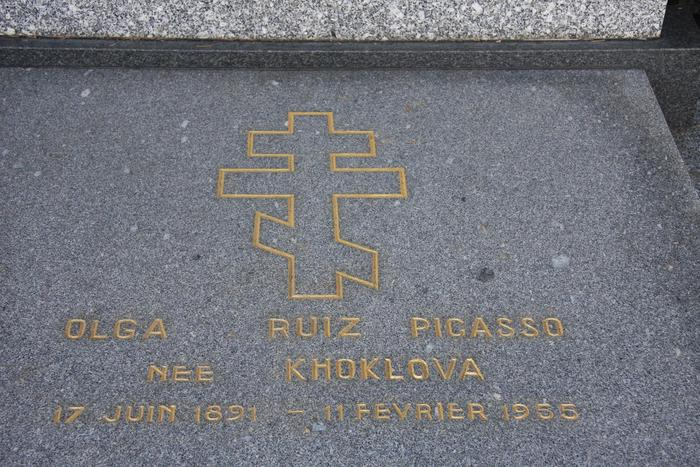
Надгробие Ольги Степановны Хохловой
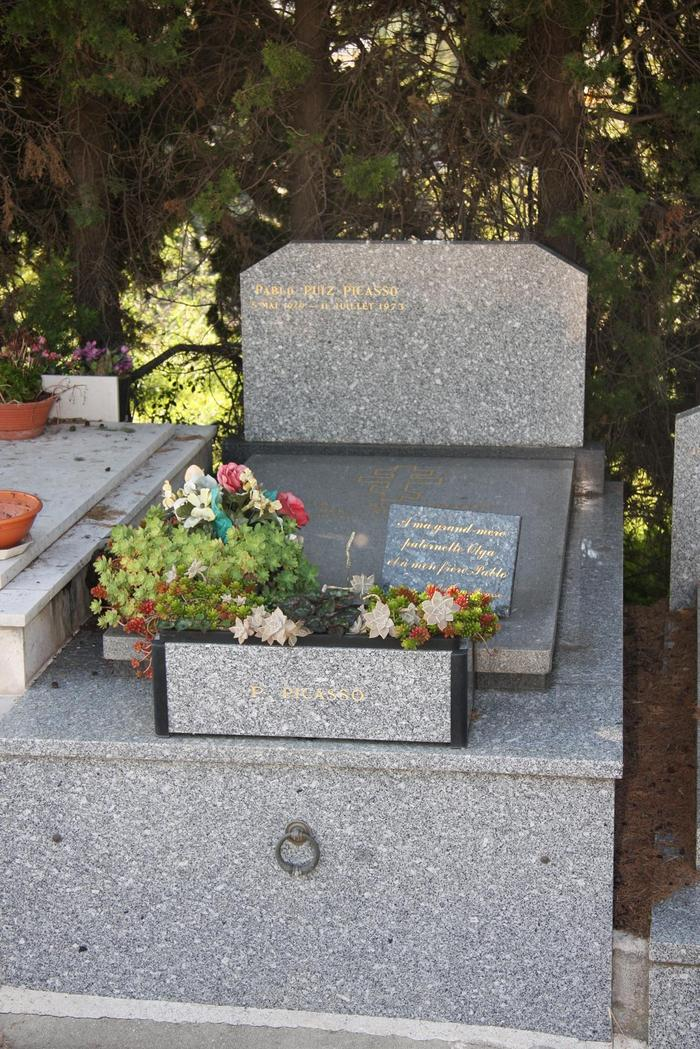
Могила Ольги Хохловой-Пикассо
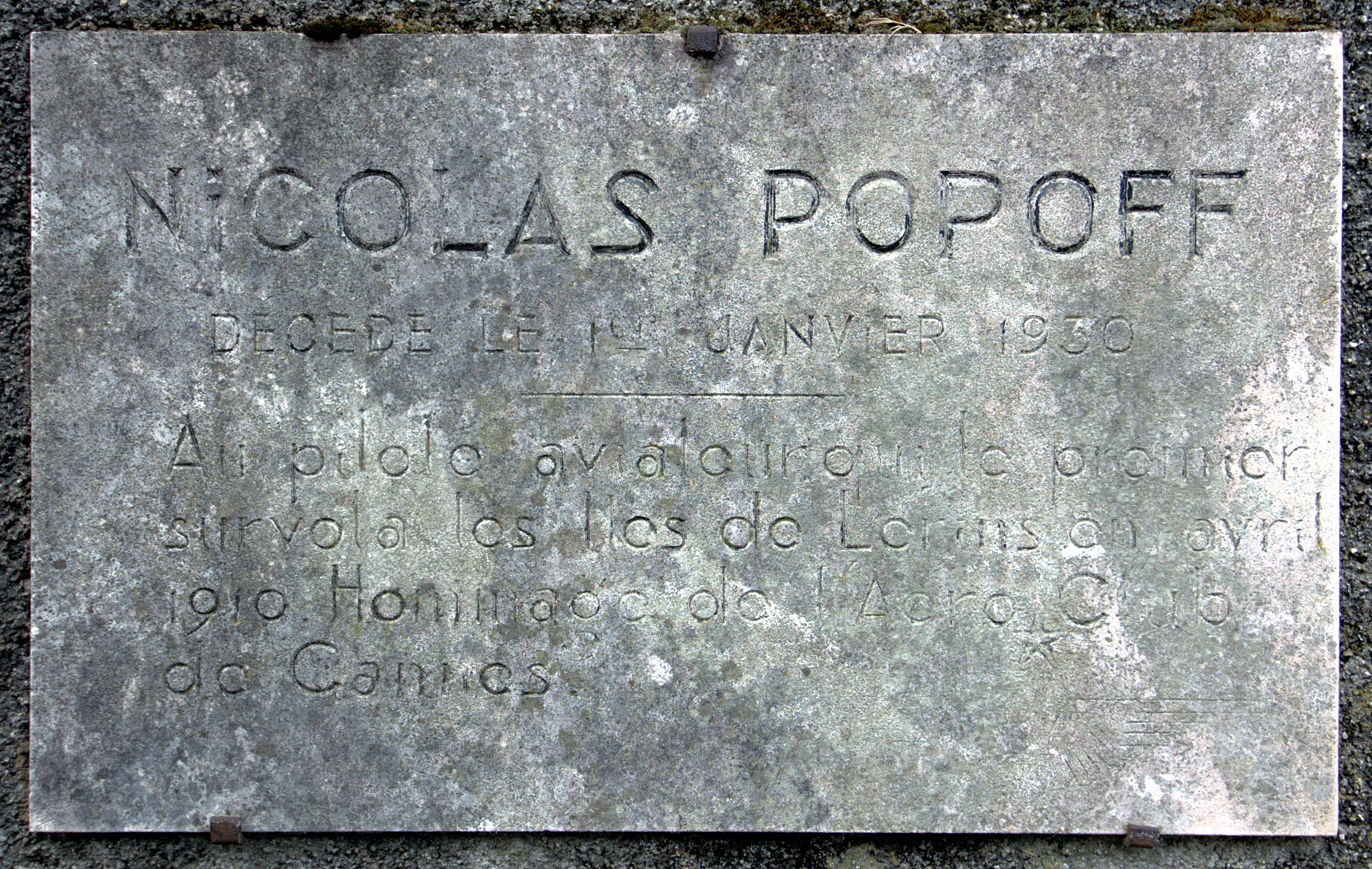
Памятная табличка Н.Е. Попову
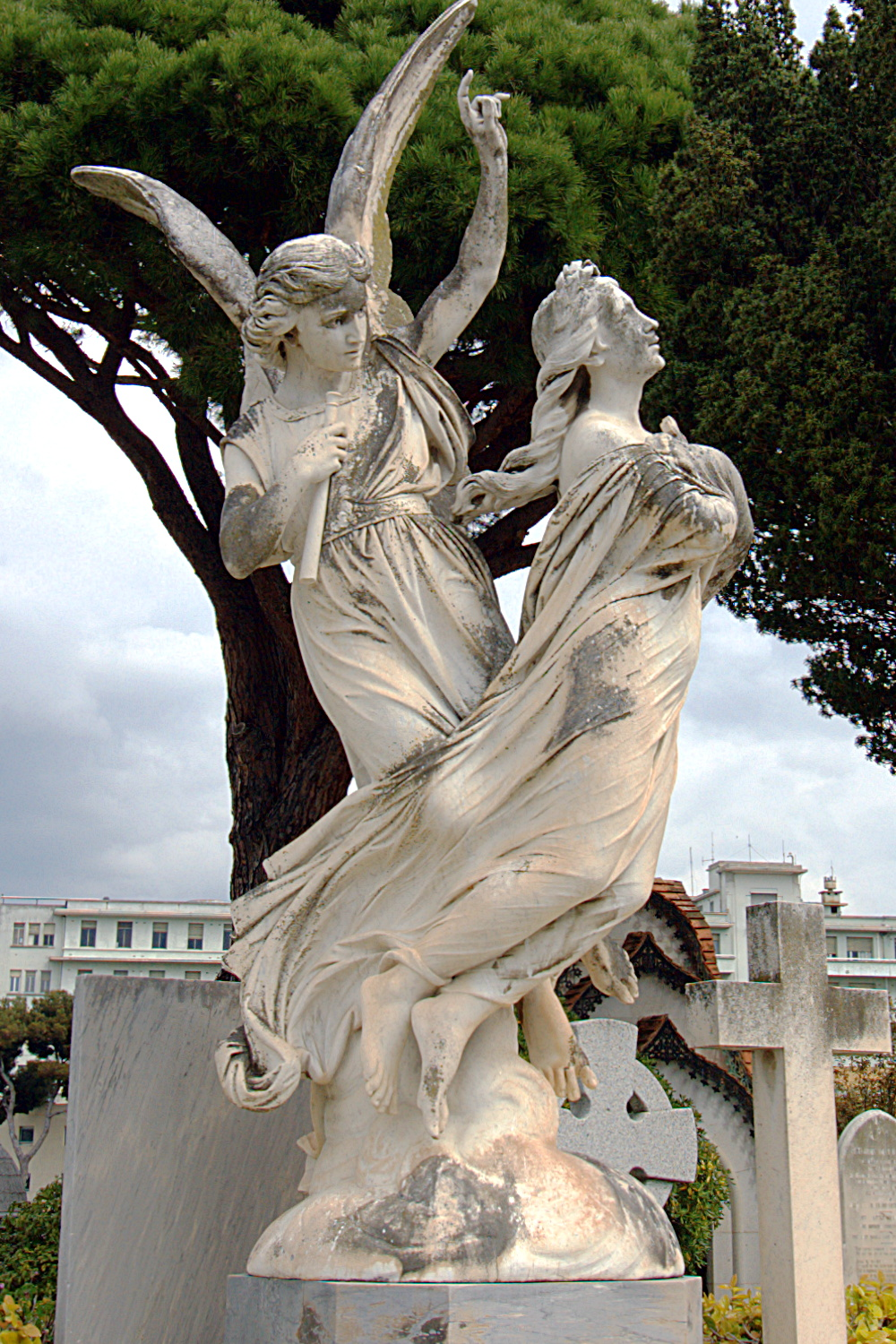
Одно из надгробий на английском участке